# 戀戀三季
戀戀三季（英：Three Seasons；越南语：／），本片是導演裴東尼（Tony 越南语：／）的電影處女作。裴東尼在美國加洲長大，1995年完成了自己的第一部短片《黃蓮》，1999年，年僅26歲的他拍攝了本片，獲1999年柏林電影節最佳影片提名，1999年聖丹斯電影節評審團大獎、最佳攝影獎，2000年美國獨立精神獎、最佳攝影獎。

## 片名
片名的含義源於越南南部一年只分旱季和雨季，導演加了一個季節—希望的季節，所以片名叫作《Three Seasons》。中文名亦稱《忘情季節》。

## 劇情
故事场景设定在胡志明市。
影片以少女建安（玉俠 飾）被陶先生雇傭為採蓮工開始，陶先生長期自我禁閉在廢廟中。
三輪車夫阿海（單陽 飾）一天偶遇遭騷擾的風塵女阿蘭（佐伊·裴 飾），載她脫離險境。阿蘭的美貌令海傾倒，阿海每次都在旅館門外等阿蘭出來，有時一等就是一晚。阿蘭告訴阿海她不會永遠從事這個職業，終有一天會進入上層階級。
建安有一次在採蓮時唱起母親教他的歌謠，陶先生叫她到自己棲身之所，將那首歌再唱一遍。
流浪男童伍迪（阮友得 飾）一次到酒吧賣他的小玩意，美國人詹姆斯（哈维·凯特尔 飾）請他喝酒，伍迪的箱子在一次短暫停電後遺失。
失去雙手、面部毀容的陶先生原來本是個詩人，他讓建安記錄下他新的詩句。
伍迪四處尋找箱子未果，還闖到電影院弄壞了電影螢幕，阿海載他離開，後來伍迪在街上與一流浪女童相遇。
阿蘭受一嫖客虐待，海上前撫慰遭遇冷臉。
伍迪找到詹姆斯，說他偷了箱子，詹姆斯否認。詹姆斯進一酒吧飲酒，發現一賣笑女子竟是自己女兒。
阿海靠作弊贏得三輪賽車比賽，拿到獎金，提出與阿蘭過夜。他送阿蘭至寓所，送給阿蘭一件白色連衣裙，注視著她入睡。
詹姆斯邀請女兒到咖啡館，告訴他一切。
阿海在賓館等不到阿蓮，找至阿蘭家，阿蘭將他趕出，但他聽到阿蘭暈倒，進去替她刮痧療傷。
陶先生病重，建安成為拜訪他的最後一個客人。
伍迪在雨夜在一美國醉鬼身上找到了箱子，與女童一同歸去。
阿輝先生（黃發兆 飾）受陶之托將陶的詩稿和年輕時的相片交給建安。
阿海拉著三輪將阿蘭帶到了一個滿是紅葉的地方。

## 演員表
| 演 員（漢字） | 演 員（喃字、英語） | 角 色                      | 備 註 |
| ------------- | ------------------- | -------------------------- | ----- |
| 阮玉俠        | Nguyễn Ngọc Hiệp    | 建 安（Kiến An）           |       |
| 陳孟鏹        | Trần Mạnh Cường     | 陶先生（Đào）              |       |
| 哈維·凱特爾   | Harvey Keitel       | 詹姆士·海格（James Hager） |       |
| 阮有得        | Nguyễn Hữu Được     | 伍 迪（Woody）             |       |
| 裴單陽        | Đơn Dương           | 阿 海（Hai）               |       |
| 佐伊·裴       | Zoe Bùi             | 阿 蘭（Lan）               |       |
| 黃發兆        | Hoàng Phát Triệu    | 阿 輝（Huy）               |       |
| 吉迪恩·巴尼特 | Gideon Barnett      |                            |       |

## 榮譽
- 柏林國際電影節
  - 金熊獎最佳影片（1999）提名
- 金衛星獎
- 金預告獎
- 獨立精神獎
  - 最佳攝影獎（2000）（Lisa Rinzler）
  - 最佳處女作（2000）提名
- 波特蘭國際電影節
- 聖丹斯電影節

## 外部連結
- Review by Roger Ebert （页面存档备份，存于）
- Internet Movie Database entry （页面存档备份，存于）